# Гребля Дахмуні
Гребля Дахмуні – гідротехнічна споруда на півночі Алжиру.
Греблю спорудили в 1982 – 1987 роках у верхній течії уеду Нахр-Уассел (Nahr Ouassel) – лівої твірної уеду Челіфф, що починається ще в регіоні Високих плато, проривається через хребти Тель-Атласу та впадає до Середземного моря за сім десятків кілометрів на схід від Орану. Водозбірний басейн вище від споруди складає 425 км2 із середньорічним рівнем опадів біля 300 мм, а її головним призначенням є іригація.
В межах проекту долину уеду перекрили земляною греблею із глиняним ядром висотою 35 метрів, довжиною 850 метрів та шириною по гребеню 6,5 метра, яка по требувала 979 тис м3 матеріалу. Праворуч від греблі облаштували водоскид, що може перепускати під час повені 515 м3/с та потребував 11 тис м3 бетону.
Гребля утворила водосховище, яке при нормальному рівні на позначці 924 метра НРМ має площу  поверхні 5,35 км2 (під час повені рівень може зростати до 927,8 метра НРМ, при тому що гребінь греблі знаходиться на позначці 929,5 метра НРМ). Первісно об’єм водойми становив 42 млн м3 (з яких 35,3 млн м3 відносились до корисного об’єму), а станом на 2005 рік унаслідок замулювання зменшився до 39,5 млн м3.